# Orkidea
DJ Orkidea oder einfach Orkidea, eigentlich Antti Tapio Hakanen (geb. 1977 in Helsinki) ist ein finnischer Trance-DJ und -Produzent.

## Biographie
1999 veröffentlichte Orkidea seine Debütsingle „Unity“, welche auf dem britischen Label Steelfish erschien. Der Track wurde sehr positiv aufgenommen und Sasha und Paul Oakenfold eröffneten beide ihre Essential Mixes mit ihm und Pete Tong spielte ihn auf BBC Radio 1. Seither hat er zahlreiche Singles veröffentlicht, die auch mehrfach in den finnischen Charts waren. Die Single „Beautiful“ wurde 2005 ein Nummer-eins-Hit.
Mit Taika und Music Speaks In Thousand Languages erschienen in den Jahren 2003 und 2005 zwei Alben beim Major-Label Universal Music. Sein letztes Album Metaverse erschien bei AVA Recordings.
Orkidea hat auch eine monatliche Radiosendung Radio Unity, die vom Webradio AH.FM und von NRJ Finnland ausgestrahlt wird und auch als Podcast verfügbar ist.
Neben seiner Karriere als Trance-Künstler, arbeitet er als Sound Design Manager bei Nokia.

## Diskographie

### Alben
- 2003: Taika
- 2005: Music Speaks In Thousand Languages
- 2008: Metaverse
- 2011: 20
- 2013: 20:Ximer
- 2015: Harmonia

### Singles
- 1999: Unity
- 2004: Melancholy
- 2005: Xpanding Girl / Procession
- 2005: Embrace
- 2005: Beautiful
- 2007: YearZero (vs. Andy Moor)
- 2007: Revolution / L’esperanza (vs. Dallas Superstars)
- 2007: Eternal Love (vs. Marc Mitchell)
- 2010: Slowmotion (vs. Solarstone)
- 2011: Zeitgeist (vs. Solarstone)
- 2012: Liberation
- 2012: Hale Bopp
- 2013: Pacifique
- 2013: Slowmotion II (mit Solarstone)
- 2014: Revolution industrielle
- 2015: Z21 (mit Activa)
- 2015: Glowing Skies (mit Lowland)

### Remixe (Auswahl)
- 1999: Bomfunk MC’s – Rocking (Just To Make Ya Move)
- 2001: Tiësto – Flight 643
- 2001: The Doors – Riders on the Storm
- 2003: Aalto – Rush
- 2004: Space Manoeuvres – Stage One
- 2005: Way Out West – Killa
- 2005: Tilt – Twelve
- 2007: Solarstone – The Calling
- 2008: Nightwish – Bye Bye Beautiful
- 2010: Alex M.O.R.P.H. – Purple Audio
- 2011: Solarstone – Touchstone
- 2013: Paul Oakenfold - Southern Sun